# DRG 03 sorozat
A DRG Baureihe 03 egy német gőzmozdony sorozat volt.

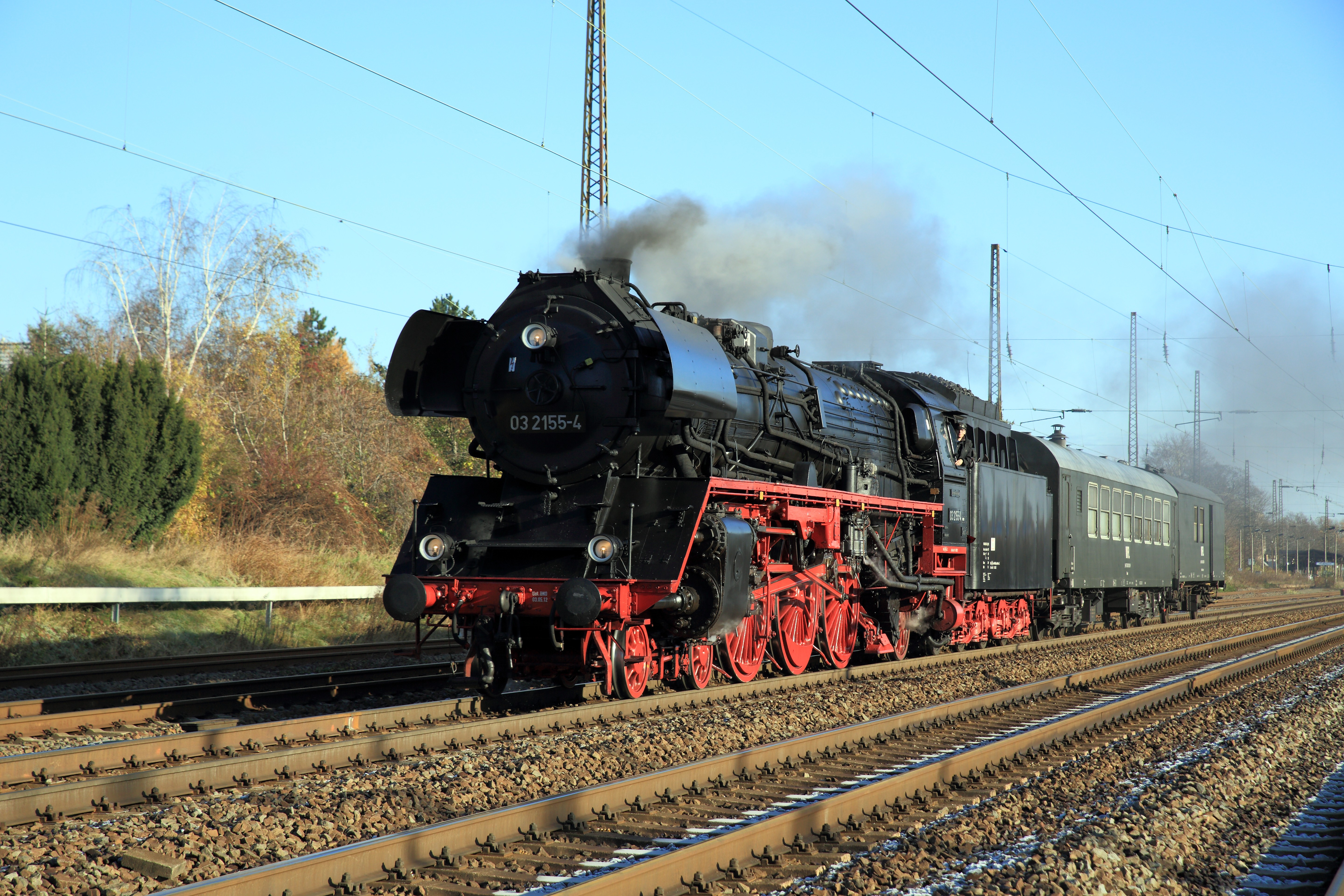

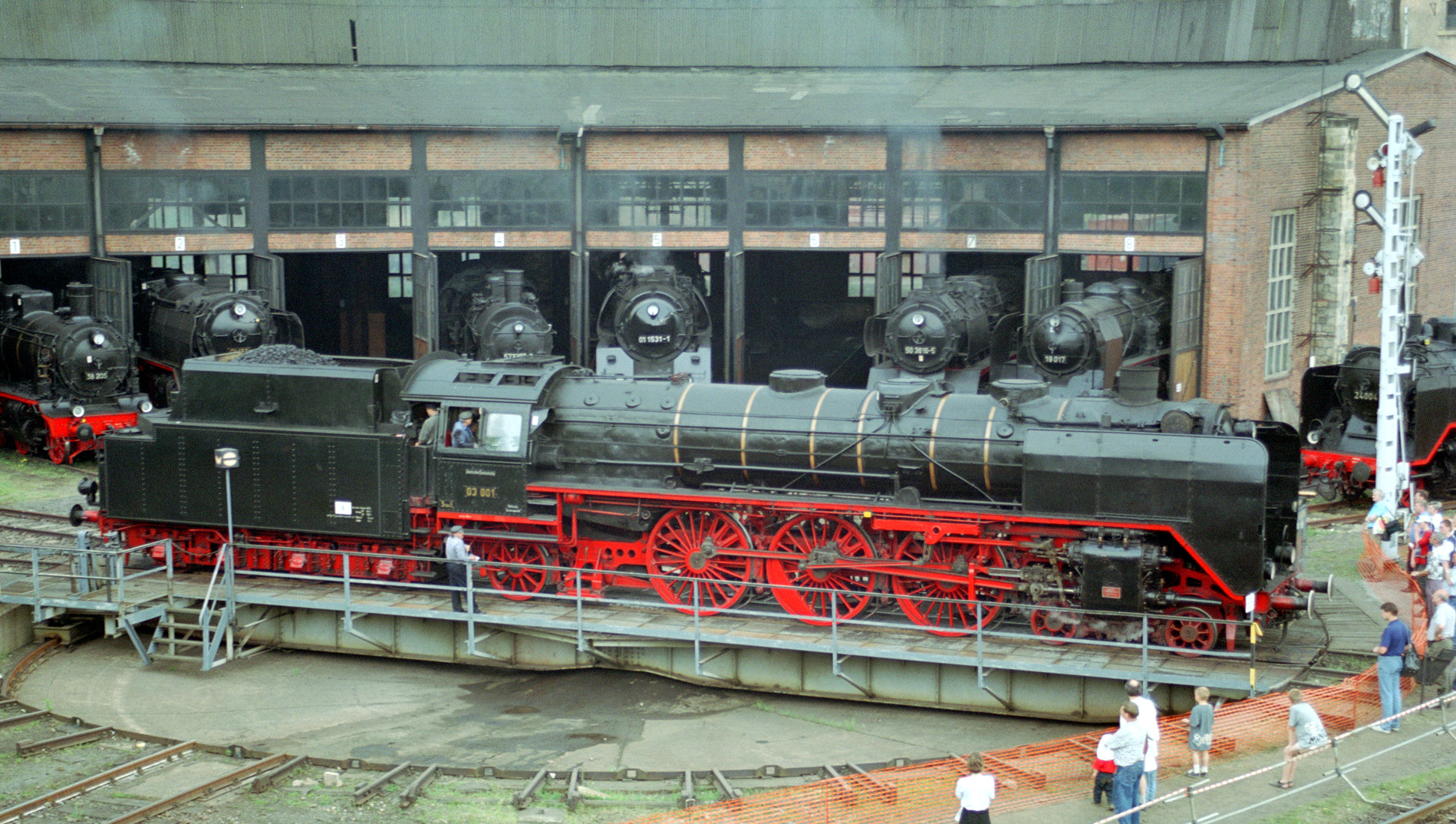